# Perpendicularitate

Fig. 1: Dreapta AB este perpendiculară pe dreapta CD, deoarece unghiurile create (indicate cu portocaliu și albastru) măsoară fiecare 90 de grade.

În geometrie, perpendicularitatea este o relație binară dintre două drepte sau plane (sau o dreaptă și un plan), ce sunt considerate perpendiculare (sau ortogonale) una față de cealaltă dacă formează unghiuri adiacente congruente. De exemplu, în Figura 1, dreapta AB este perpendiculară pe CD în punctul B (numit piciorul perpendicularei). Prin definiție, o dreaptă este infinit de lungă, așadar în acest sens AB și CD din exemplu reprezintă segmente de dreaptă ale celor două drepte infinit de lungi. Prin urmare, nu este necesar ca segmentul AB să intersecteze segmentul CD pentru ca dreptele să fie considerate perpendiculare, deoarece dacă segmentele ar fi extinse la infinit, ar forma unghiuri adiacente congruente.
Unghiurile create prin intersecția a două drepte se numesc unghiuri drepte (măsoară ½π radiani sau 90°). Invers, dacă două drepte formează unghiuri drepte, ele sunt perpendiculare.
Într-un plan de coordonate, dreptele perpendiculare au pante reciproc opuse. O dreaptă orizontală are panta egală cu zero, în timp ce panta unei drepte verticale este descrisă ca nedefinită sau infinită. Perpendicularitatea a două drepte se notează {\displaystyle AB\perp CD}.

## În geometria analitică

### Pantă
Într-un sistem de coordonate cartezian, două drepte {\displaystyle L} și {\displaystyle M} pot fi descrise prin ecuațiile:
{\displaystyle L:y=ax+b,}
{\displaystyle M:y=cx+d,}
atât timp cât nici una nu este verticală. Atunci {\displaystyle a} și {\displaystyle c} reprezintă pantele celor două drepte. Dreptele {\displaystyle L} și {\displaystyle M} sunt perpendiculare dacă și numai dacă produsul pantelor lor este -1, adică {\displaystyle ac=-1}.
Perpendicularele pe dreptele verticale sunt mereu drepte orizontale, iar perpendicularele pe dreptele orizontale sunt mereu drepte verticale. Cu alte cuvinte, pentru orice dreaptă verticală {\displaystyle P:x=J} și dreaptă orizontală {\displaystyle Q:y=K}, unde {\displaystyle J} și {\displaystyle K} sunt constante {\displaystyle P\perp Q}.

## Găsirea perpendicularei la graficul unei funcții

### Algebră
În algebră, pentru orice ecuație liniară y=mx + b, toate perpendicularele vor avea panta (-1/m).
Pentru a găsi perpendiculara la o dreaptă dată care trece printr-un punct (x, y), trebuie rezolvată ecuația y = (-1/m)x + b, cu necunoscuta b, înlocuind valorile cunoscute ale lui m, x și y.

### Analiză
Trebuie găsită prima derivată a funcției. Aceasta va fi panta tangentei (m) la curbe în orice punct (x, y). Apoi, ca și mai sus, trebuie rezolvată ecuația y = (-1/m)x + b cu necunoscuta în b, prin înlocuirea valorilor cunoscute ale lui m, x și y.